# Mokřady Vesník
Mokřady Vesník je přírodní památka poblíž obce Vsetín v okrese Vsetín. Důvodem ochrany je zachování svahového prameniště s výskytem typických mokřadních společenstev se suchopýrem a nízkými ostřicemi - (část II: Vesník – Břehy), prameniště v údolní nivě (část I: Vesník u točny) a ochrana zvláště chráněných druhů, zejména bohatých populací mokřadních orchidejí kruštíku bahenního (Epipactis palustris) a prstnatce májového (Dactylorhiza majalis).